# Заляс (гміна Кшешовіце)
Заляс (пол. Zalas) — село в Польщі, у гміні Кшешовиці Краківського повіту Малопольського воєводства.
Населення — 2260 осіб (2011).

## Демографія
Демографічна структура станом на 31 березня 2011 року:
|          | Загалом | Допрацездатний вік | Працездатний вік | Постпрацездатний вік |
| -------- | ------- | ------------------ | ---------------- | -------------------- |
| Чоловіки | 1113    | 210                | 767              | 136                  |
| Жінки    | 1147    | 221                | 653              | 273                  |
| Разом    | 2260    | 431                | 1420             | 409                  |